# منتخب الفلبين لكرة السلة على الكراسي المتحركة للرجال
منتخب الفلبين لكرة السلة على الكراسي المتحركة للرجال (بالإنجليزية: Philippines men's national wheelchair basketball team)‏ هو ممثل الفلبين الرسمي في المنافسات الدولية في كرة السلة على الكراسي المتحركة .